# Costano
Costano is een plaats (frazione) in de Italiaanse gemeente Bastia Umbra.
De naam is afgeleid van het Latijnse costa, omdat de stad opstijgt langs de rivierhelling van de oude loop van de rivier Chiascio. In de breedste zin van het woord staat Costanum dan ook voor het begrip "land langs de helling".
In dit gebied werd in de 3e eeuw de eerste bisschop van de stad Assisi, St. Rufino, gemarteld: hij werd door de Romeinse overheersers gestraft voor zijn evangelisatiewerk en verdronk in de rivier door een stenen molensteen om zijn nek te binden. Zijn overblijfselen werden in dit dorp bewaard en vereerd tot in de vijfde eeuw, toen ze werden overgebracht naar de stad Assisi. Rond 1403 was het uiterlijk van Costano dat van een kasteel, dat ontstond uit een sinds de veertiende eeuw bestaande vesting, die zich precies op de grens tussen het land van Perugia en dat van Assisi bevond.
In 1817 ging Costano op direct bevel van de pauselijke staat definitief over van het graafschap Assisi naar dat van het nieuw samengestelde Bastia Umbra. Costano staat bekend om de productie van porchetta (varkensgebraad).